# Gopagondanahalli, Jagalur
Gopagondanahalli là một làng thuộc tehsil Jagalur, huyện Davanagere, bang Karnataka, Ấn Độ.